# Maison des Quatrans
La maison des Quatrans est une maison à colombages construite dans les années 1460 dans le centre-ville ancien de Caen. La totalité de l'ancien hôtel des Quatrans fait l’objet d’un classement au titre des monuments historiques depuis le 24 juillet 1953. La maison tire son nom d'une confusion avec un autre hôtel, dit manoir du Four Quatrans, ayant appartenu à la famille des Quatrans, tabellions du roi à Caen, et qui se situaient légèrement plus au nord.

## Histoire

### Des origines à la Seconde Guerre mondiale
Le 11 novembre 1458, Jean IV Quatrans fieffe à Michel Le Fevre, riche tanneur caennais, un terrain dont il a probablement fait récemment l'acquisition, situé à l'est de la venelle reliant la rue de Geôle à la rue des Teinturiers. Le 27 décembre 1459, Michel Le Fevre achète la propriété voisine à Jean Nollent. Sur ces deux parcelles, il se fait construire vers 1460 une maison avec une longue façade donnant sur l'une des principales rues de la ville. Au sud de la cour, le long du Petit Odon, est établie une tannerie. La maison est légèrement modifiée par son fils, Jean Le Fevre. Vers 1510, il fait notamment orner le mur du premier étage du corps de logis par une peinture murale. Le 18 mars 1519, il agrandit encore la propriété vers le sud, au-delà de l'Odon. Le fils de Jean, Louis Le Fevre, modifie plus profondément la demeure vers 1541 (reconstruction de la tour d'escalier et des lucarnes du toit de la cour dans le style Renaissance, édification d'une muraille entourant la propriété). 
Aux alentours de 1590, la maison est vendue à Jean Le Boucher, grènetier pour le roi au grenier à sel de Caen. Un jeu de paume est indiqué en 1610 dans les lots et partages de la succession de Jean Le Boucher et sur le plan de 1629. La tannerie, toujours présente en 1610, n'est plus mentionnée en 1657 à la mort de Gabriel Le Boucher. Après la mort de Gabriel Le Boucher, la maison passe à sa sœur, Anne Le Boucher, épouse de Guillaume Macé. Celle-ci divise l'ancienne grande salle et fait orner le plafond de la partie principale d'un décor peint.

### Depuis 1944
En 1944, pendant la bataille de Caen, les toitures sont soufflées lors d'un bombardement et les maçonneries fortement ébranlées ; le pignon sud et la tourelle de l’escalier sont gravement endommagés. En 1945, est ouverte une instance de classement pour la maison des Quatrans ; la maison et le terrain contigu sont classés en 1953. En 1948, l’association syndicale de remembrement émet le vœu que la maison des Quatrans soit déplacée, mais finalement on décide de modifier le tracé de la nouvelle rue de Geôle. En mai 1951, l’entreprise Lefèvre, alors inadaptée au travail de restauration, est chargée de la dépose de la partie supérieure de la tourelle d’escalier en vue de sa restauration ; ce travail est effectué brutalement et la tourelle, ainsi que les lucarnes, sont totalement détruites. La chambre haute n'est donc pas reconstruite.
Jusqu’en 1944, l’hôtel a conservé sa fonction d’habitation. En 1945, l’administration des monuments historiques a lancé une procédure d’acquisition de cet immeuble et y installa son agence dès 1953. De 1958 à 1960, on dessine le projet du jardin. Il est décidé de le clore, mais en l’entourant d’une grille pour permettre de « laisser passer le regard » vers l’intérieur de l’îlot. C’est une sorte de jardin archéologique où sont entreposées des pierres sculptées récupérées dans les ruines, appartenant pour certaines à la Société des antiquaires de Normandie. Par suite de l’extension des missions de la conservation, puis des services de la Direction régionale des Affaires culturelles, la maison des Quatrans est devenue de plus en plus inadaptée ; la DRAC a alors déménagé pour intégrer des locaux du Bon-Sauveur, rue Saint-Ouen. La maison des Quatrans a accueilli plusieurs associations culturelles, notamment « Le Far » (agence musicale régionale) et depuis septembre 2017, elle accueille les bureaux de la direction des transports publics routiers de la Région Normandie.

## Architecture

### Structure générale
Avec les n° 52 et 54 de la rue Saint-Pierre, cette maison est une des rares survivances de l'architecture médiévale civile caennaise.
Le bâtiment est constitué de six travées, perpendiculaires à la rue. Au rez-de-chaussée, la quatrième travée (en partant de la gauche) était plus large afin d'aménager un passage cocher permettant l'accès à la cour arrière depuis la rue,. Ce passage était délimité par deux murs en pierre. Dans ce passage, une porte percée à l'extrémité nord du mur oriental, qui marquait le centre de l'édifice, permettait de pénétrer à l'intérieur de la maison. 
L'hôtel est constitué d'un rez-de-chaussée surmonté de trois étages, (dont un sous combles). Côté rue, chaque étage est légèrement en encorbellement sur l'étage inférieur. À l'arrière, une tour polygonale en saillie sur la cour abrite un escalier à vis desservant tous les niveaux. Cette tourelle possédait un quatrième étage de forme carrée, aujourd'hui disparue. Cette chambre haute était reliée au troisième étage par un escalier à vis logé dans une petite tourelle en saillie, plus haute que la grande tourelle d'escalier. Ce dispositif est très courant à Caen. Une partie de cette chambre (donnant sur la rue de Geôle) était construite en pans de bois. Il est possible qu'avant sa reconstruction en 1541 l'intégralité de cette chambre ait été à l'origine construite en bois,.
Comme souvent dans la cité ducale, seule la façade (sur mur gouttereau) donnant sur rue est construite en pans de bois pour des raisons essentiellement esthétiques. Pour comprendre cette utilisation purement esthétique du bois, il faut rappeler l'importance de l'extraction de la pierre de Caen au Moyen Âge et donc l’abondance de ce matériau qui limitait singulièrement la nécessité d'utiliser du bois dans la construction proprement dite. Beaucoup de maisons de haut rang avaient de telles façades, souvent en pignon comme les no 52 et 54 de la rue Saint-Pierre, mais le corps principal de la maison était en pierre.
Au rez-de-chaussée se trouvait à l'origine une petite salle tenant lieu de bureau, dans la partie ouest. De l'autre côté du passage se trouvait une grande salle. Un bâtiment annexe, en retour dans la cour, abritait la cuisine. Depuis la grande salle, on pouvait accéder à la tour d'escalier. Cette dernière était également accessible depuis le passage. Au premier et deuxième étages, chaque niveau était divisé en deux espaces qui servaient de chambres, complétés par des cabinets. Au dernier niveau, les combles accueillaient deux greniers.

### Décor extérieur
Très sobre dans sa décoration, la façade en colombage a permis un maximum d'ouvertures sur la rue. Les fenêtres sont agrandies au XIXe siècle, mais on a reconstitué les baies originales lors des restaurations rendues nécessaires par les bombardements de 1944.

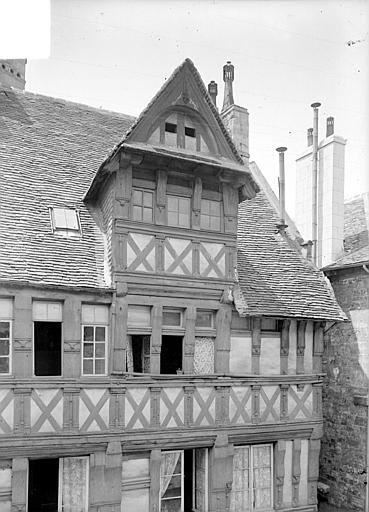
Un détail de la façade avant la Seconde Guerre mondiale.
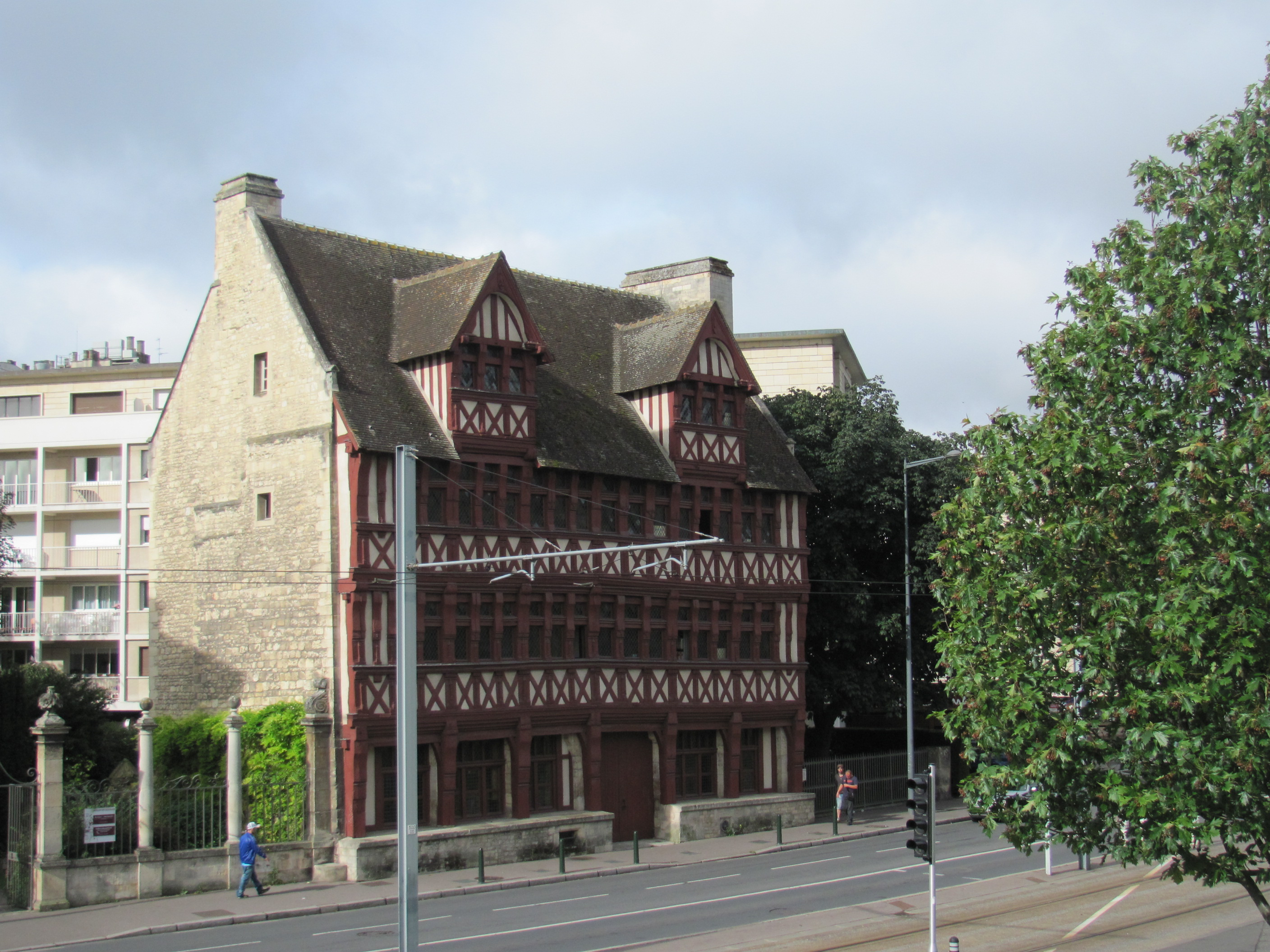
La façade à pan de bois, sur mur gouttereau en pierre de Caen.
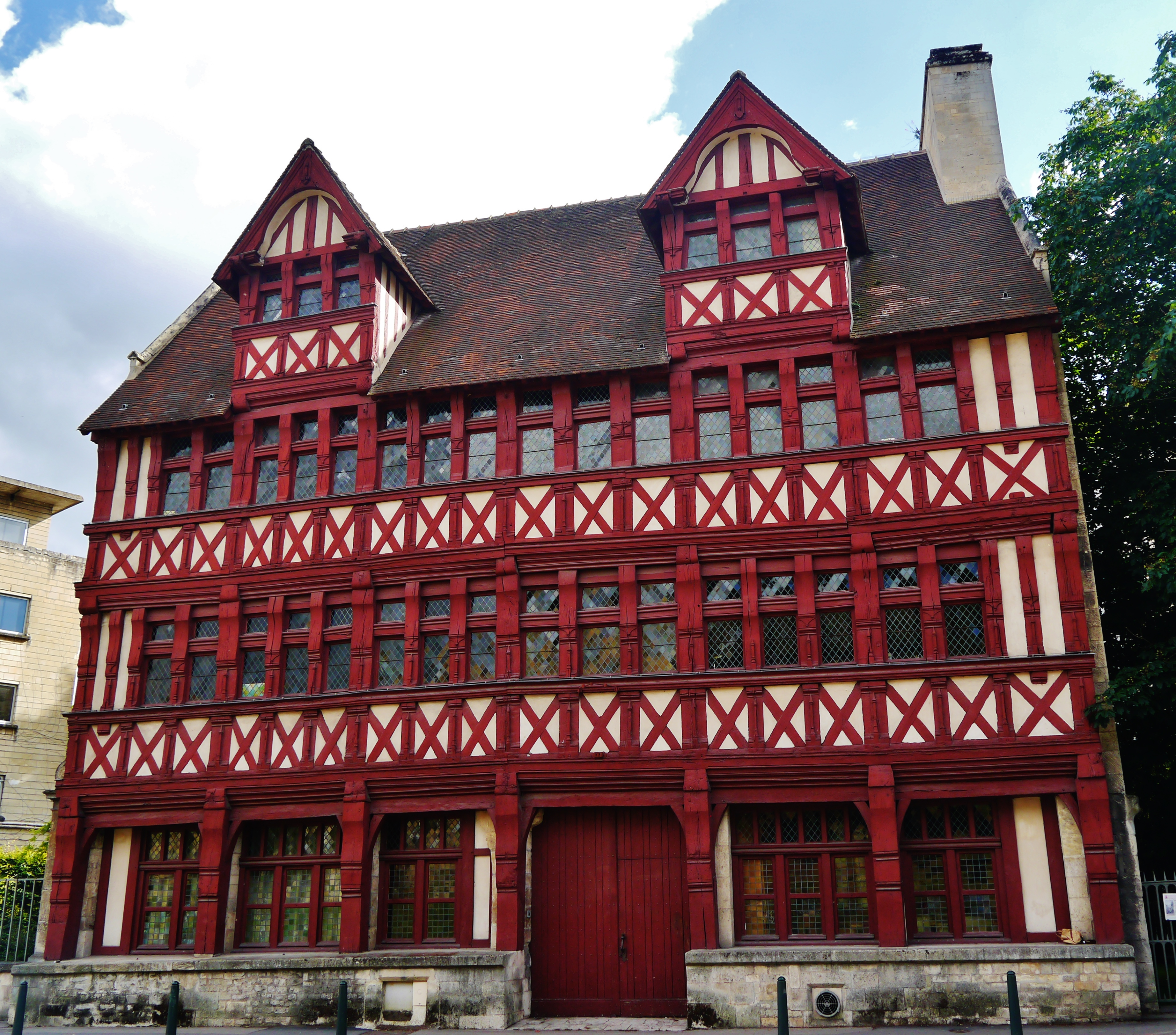
La façade en 2019.

Sur la cour, le décor était de style Renaissance. Il datait de la reconstruction d'une partie de l'hôtel en 1541 (la date étant inscrite sous la fenêtre de la chambre haute). La chambre haute rectangulaire reposait sur des trompes caennaises, typique de la région. Ce dispositif permettait de passer du plan octogonal au plan carré. Sous la fenêtre de la chambre haute, la façade était ornée d'un grand bas-relief. Au-dessus de cette fenêtre, « une tête ou plutôt un buste d'homme, sculpté en ronde-bosse, […] sembl[ait] sortir par l'ouverture d’un œil-de-bœuf »,. De part et d'autre de la tour d'escalier, deux lucarnes permettaient d'éclairer les combles. Ces deux baies en arc en plein cintre encadrées par des pilastres portant un entablement à ressauts et un fronton de forme complexe étaient similaires à celles de l'hôtel d'Escoville érigées à la même période. Cet ensemble (chambre haute et lucarnes) a disparu après la Seconde Guerre mondiale. Une arche en saillie souligne la travée où se trouve le passage cocher.

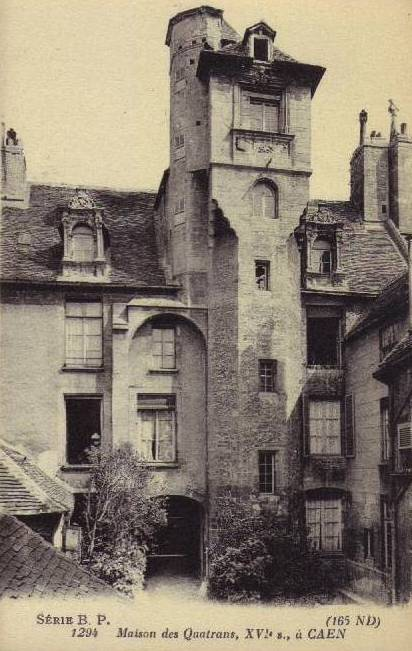
Façade sur cour avec sa tourelle et ses lucarnes Renaissance, détruites après la Seconde Guerre mondiale.
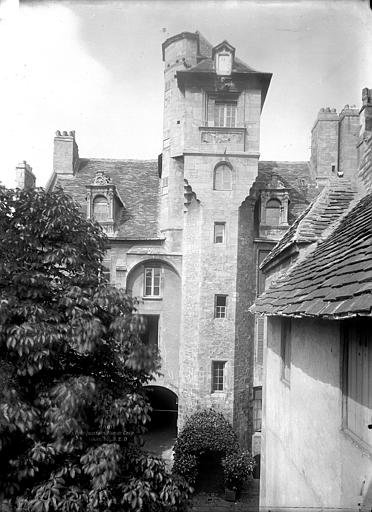
Autre vue.
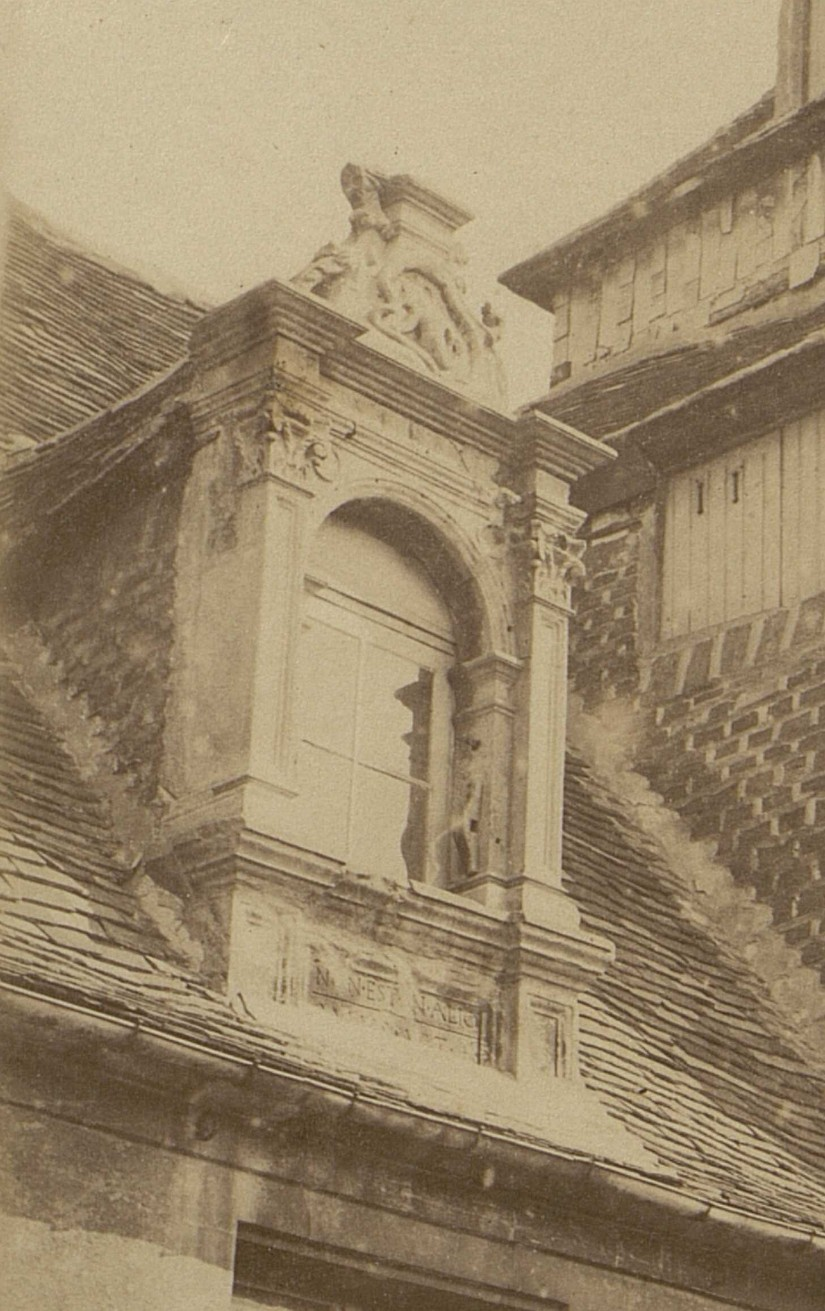
Détail de la lucarne de gauche par Henri Magron ; on aperçoit également la structure en pans de bois de la chambre haute en arrière-plan.

### Décor intérieur
Une partie de l'ancienne grande salle, située au rez-de-chaussée, est ornée d'un plafond peint de la deuxième partie du XVIIe siècle qui représente, au centre, la Renommée reposant sur un écu portant les armes des Le Boucher (d'azur à la fasce accompagnée en chef d'une aigle entre deux merlettes et en pointe de trois roses le tout d'or) et, sur la solive juste à côté, un monogramme associant les lettres A, L et B (en référence à la commanditaire, Anne Le Boucher, et à son frère, Gabriel Le Boucher, décédé en 1657).
Au premier étage, subsiste partiellement une peinture murale réalisée vers 1510 et représentant une bergerie.
Au deuxième étage, se trouve une grande cheminée en pierre du XVIe siècle.
Deux panneaux en bois peints, datant peut-être du XVIIe siècle, sont inscrits monuments historiques en tant qu'objet.

## Insertion urbaine
Au XVe siècle, la maison est construite dans la rue Cattehoule (rue de Geôle), l’une des rues les plus importantes de Caen, puisqu’elle reliait la porte Saint-Julien à la place Saint-Pierre. Avant 1944, la Maison des Quatrans était au cœur d’un quartier dense et faisait partie d’une chaîne d’hôtels particuliers qui s’alignaient le long de la rue de Geôle.
Elle se retrouve aujourd’hui doublement isolée du fait, d’une part de la démolition au début des années 1960 des maisons ayant survécu aux bombardements, afin d’élargir la rue de Geôle et de dégager la vue sur le Château, et d’autre part, de sa position en retrait du dispositif urbain moderne qui lui tourne le dos ; la maison se trouve en effet exclue visuellement de la place Letellier, cœur de ce quartier qui a pourtant pris le nom de l’hôtel médiéval. En définitive, la maison des Quatrans a donc été projetée aux marges du centre-ville proprement dit ; à l’autre extrémité du quartier, rue Gémare, l’hôtel de Mondrainville se trouve également isolé et peu mis en valeur. Le quartier des Quatrans qui devait faire le lien entre le château et le centre-ville ancien reste donc aujourd’hui peu dynamique.
On retrouve son nom dans la station Quatrans du transport léger guidé de Caen, de 2002 à 2017, puis dans la station Château-Quatrans du tramway de Caen, depuis 2019.

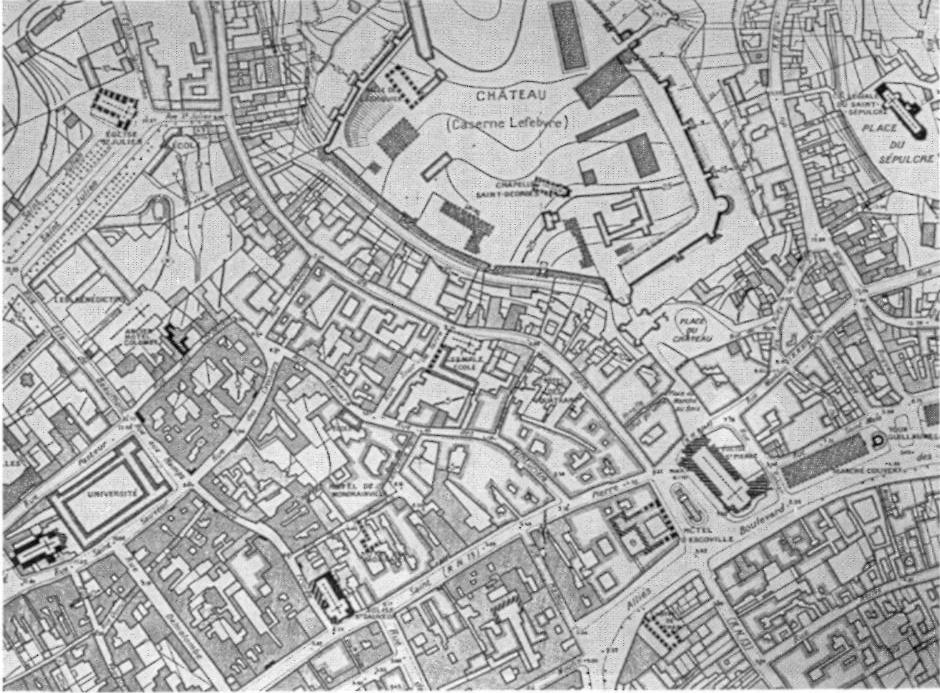
Plan de Caen avant 1944 ; la Maison des Quatrans est intégrée dans un tissu urbain très dense.
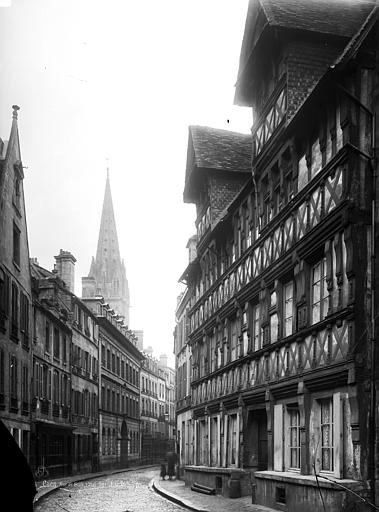
La rue de Geôle avant la bataille de Caen.
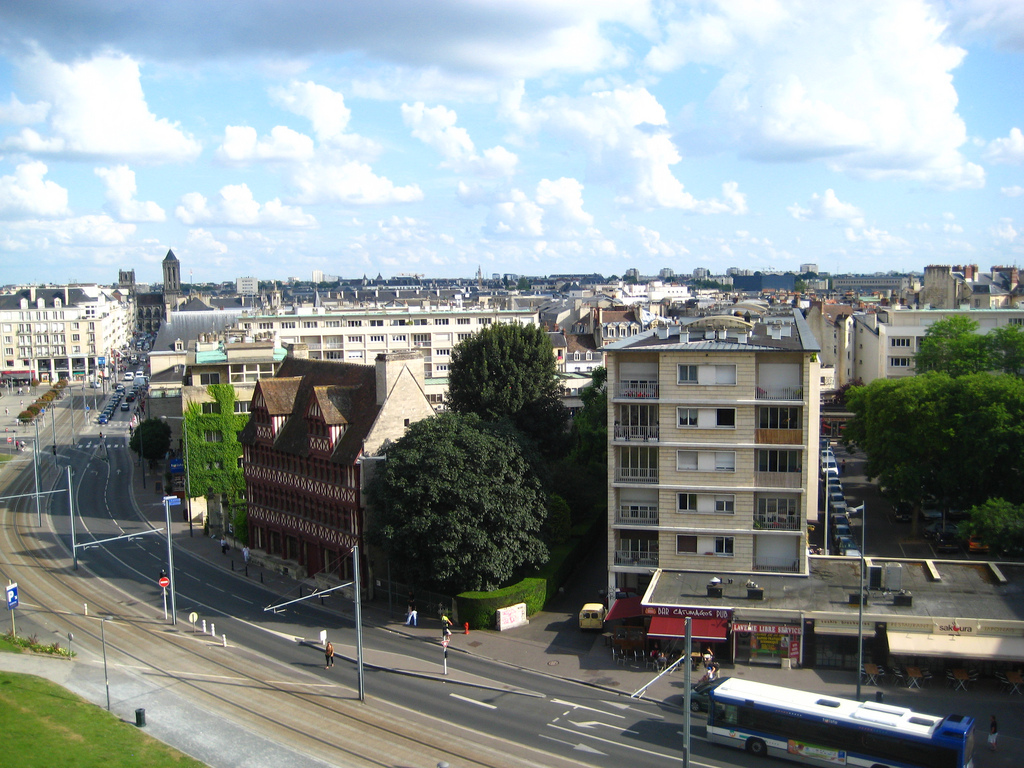
Maison des Quatrans depuis le château en 2009.
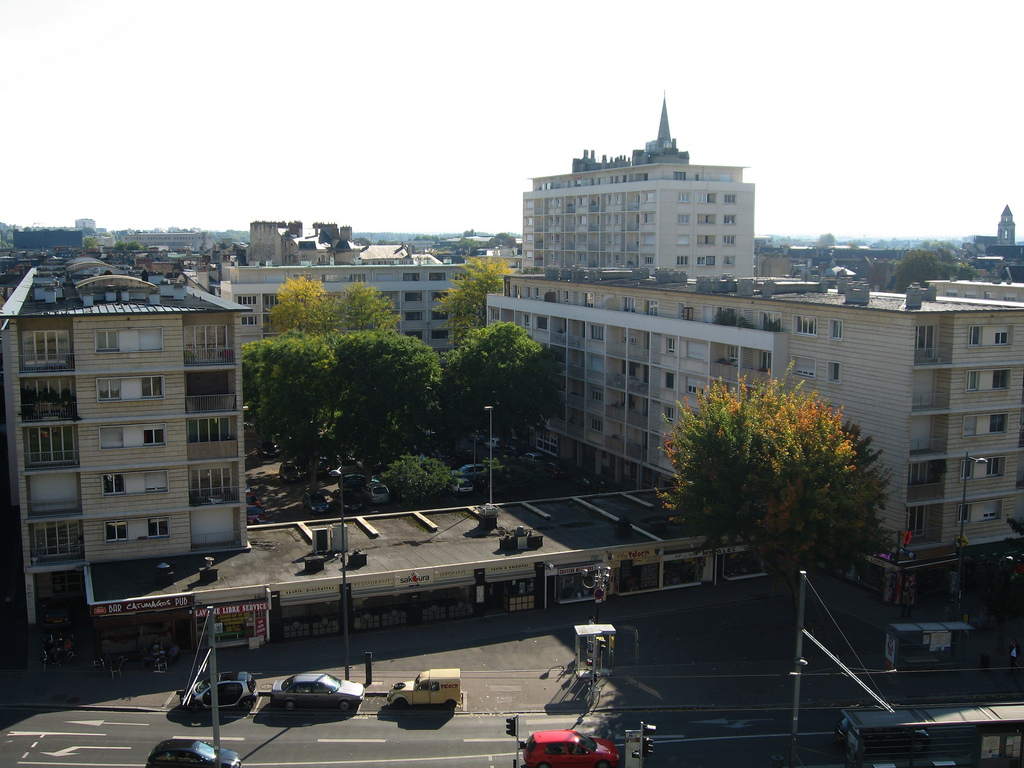
Place Letellier depuis le château en 2008.
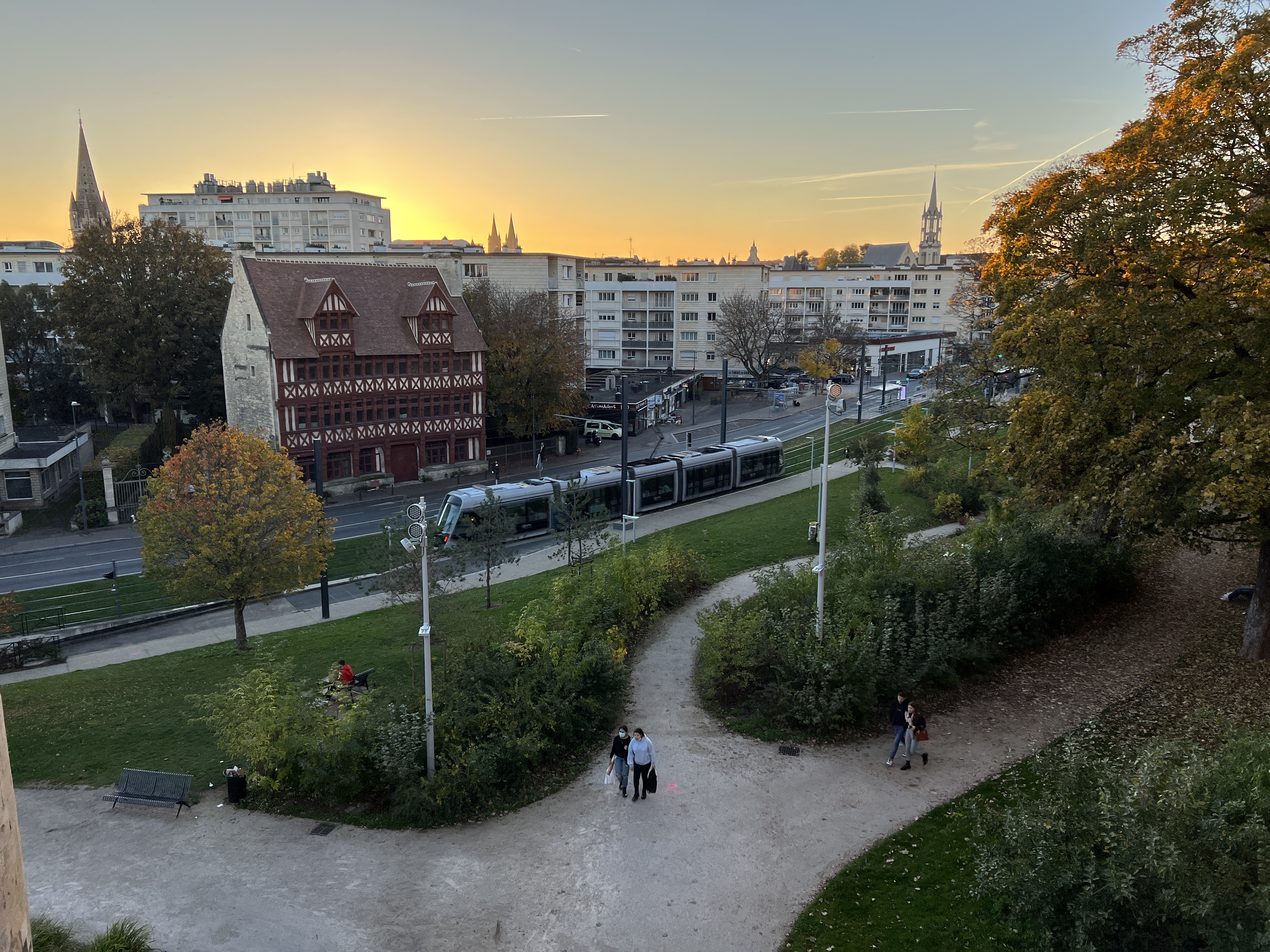
La rue de Geôle en 2021.